# Japanagallia hamata
Japanagallia hamata är en insektsart som beskrevs av Zhang och Li 1999. Japanagallia hamata ingår i släktet Japanagallia och familjen dvärgstritar. Inga underarter finns listade i Catalogue of Life.